# Heliocypha biseriata
Heliocypha biseriata är en trollsländeart som först beskrevs av Selys 1859.  Heliocypha biseriata ingår i släktet Heliocypha och familjen Chlorocyphidae. Inga underarter finns listade i Catalogue of Life.